# Ali Salim al-Beidh
Ali Salim al-Beidh (‘Alī Sālim al-Bīḍ,  em árabe: علي سالم البيض) (Hadramaute, 10 de fevereiro de 1939) é um político iemenita que atuou como secretário-geral do Partido Socialista Iemenita (YSP) no Iêmen do Sul e como Vice-Presidente do Iêmen após a unificação em 1990. Ele deixou o governo de unificação em 1993, o que provocou a guerra civil de 1994 e, em seguida, foi para o exílio em Omã. É líder do movimento de independência do sul, conhecido como Al Harak.